# Lou Scheimer
Lou Scheimer (født 19. oktober 1928 i Pittsburgh, USA - 17. oktober 2013) var en amerikansk producer og tegnefilmsdubber. Han var bedst kendt som stemmen bag både Orko, King Randor og Stratos i den amerikanske superhelte tegneserie He-Man and the Masters of the Universe.